# Pasturana
Pasturana, (Pasturàuna  en piemontès) és un municipi situat al territori de la província d'Alessandria, a la regió del Piemont (Itàlia).
Limita amb els municipis de Basaluzzo, Francavilla Bisio, Novi Ligure i Tassarolo.

## Galeria fotogràfica

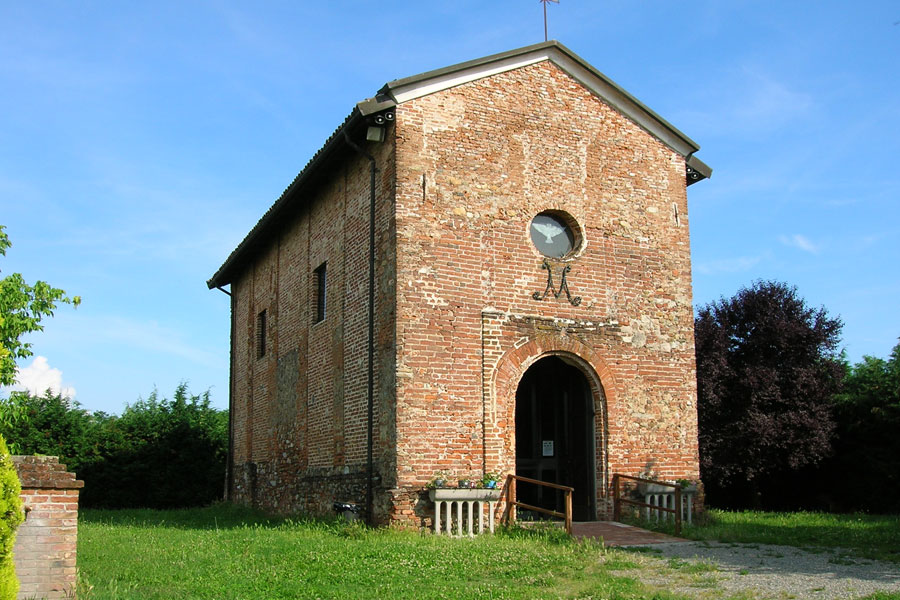
Església de Pasturana
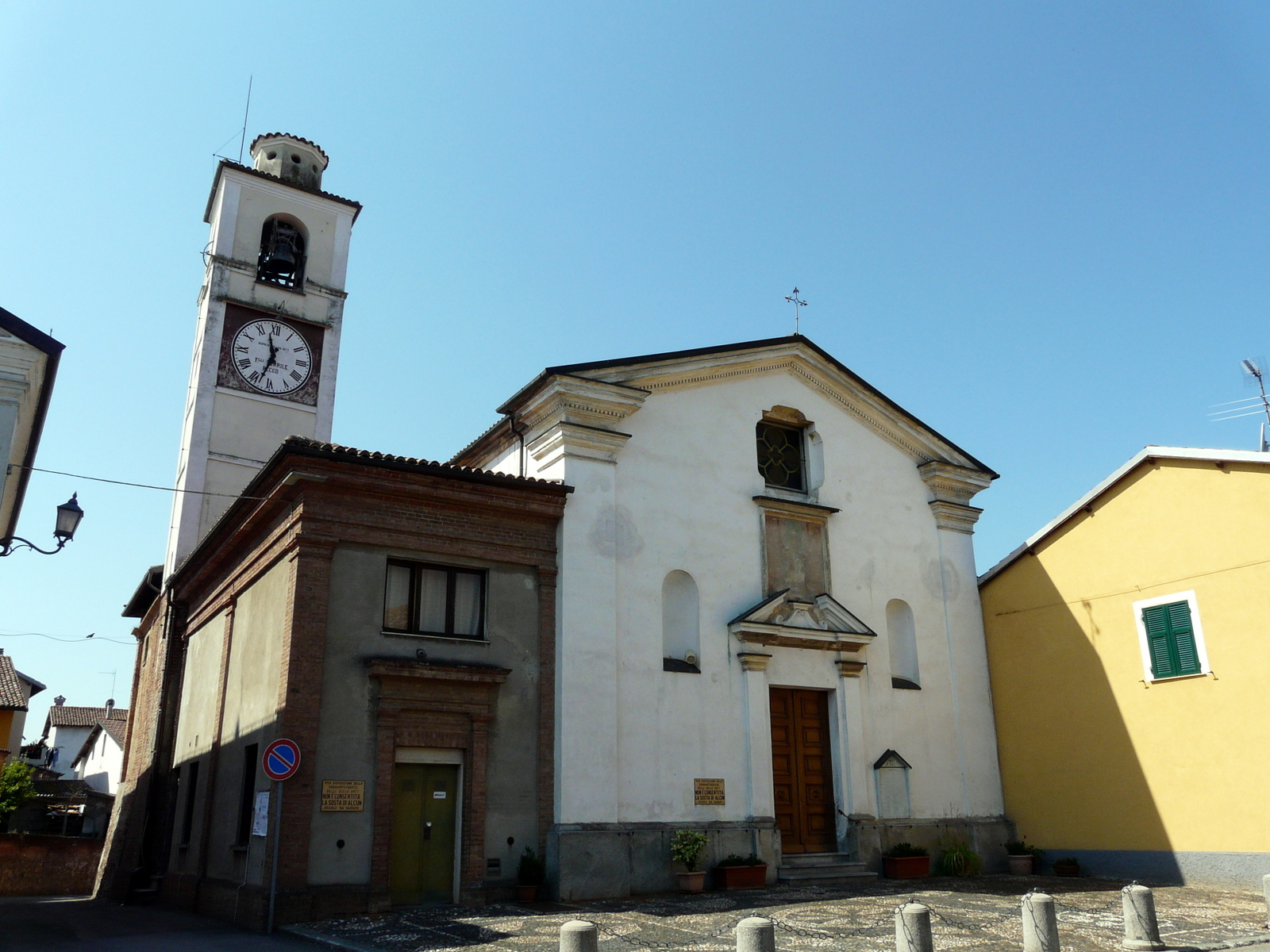
Església de Sant Martí
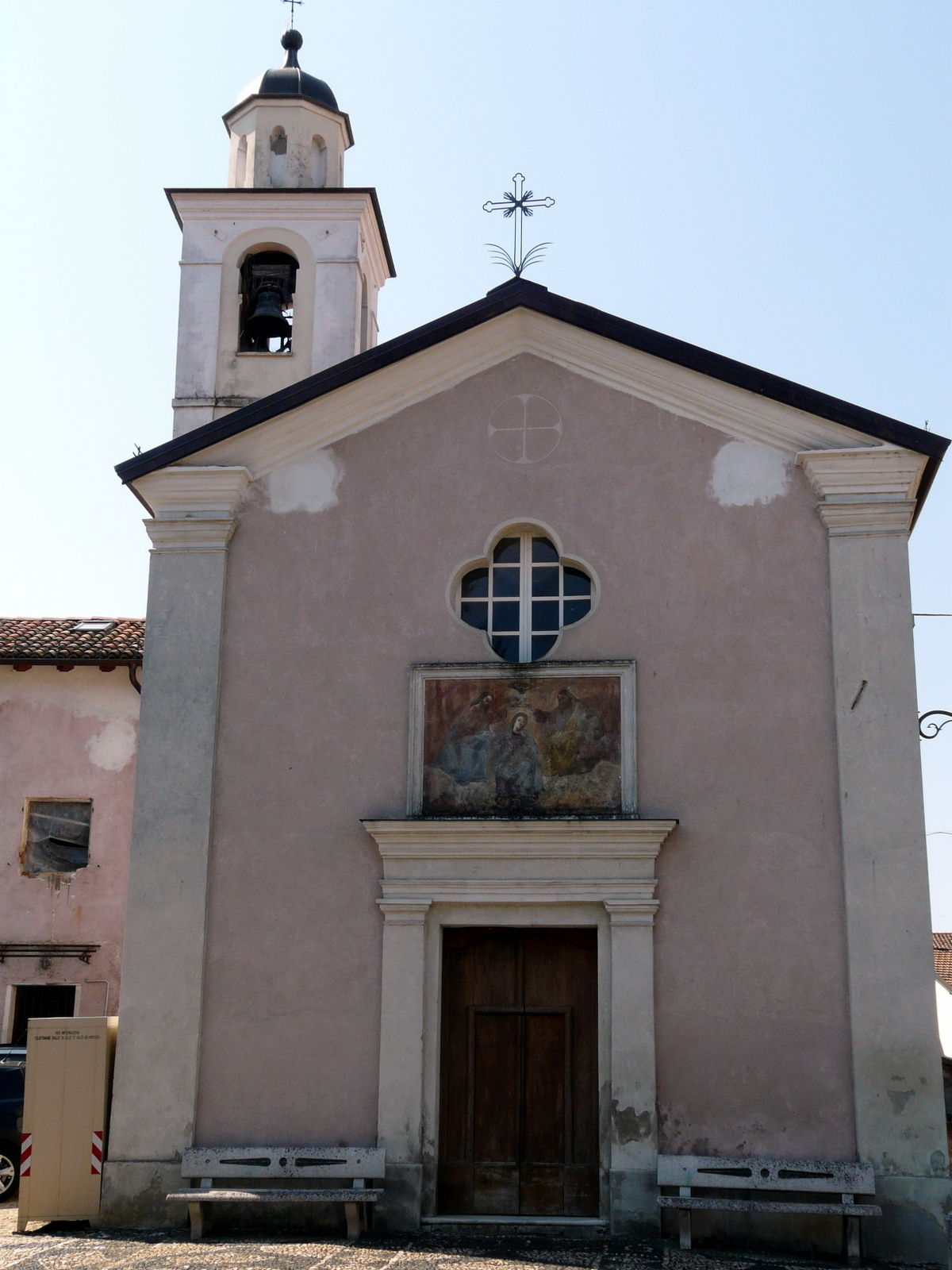
L'oratori de la Santíssima Trinitat
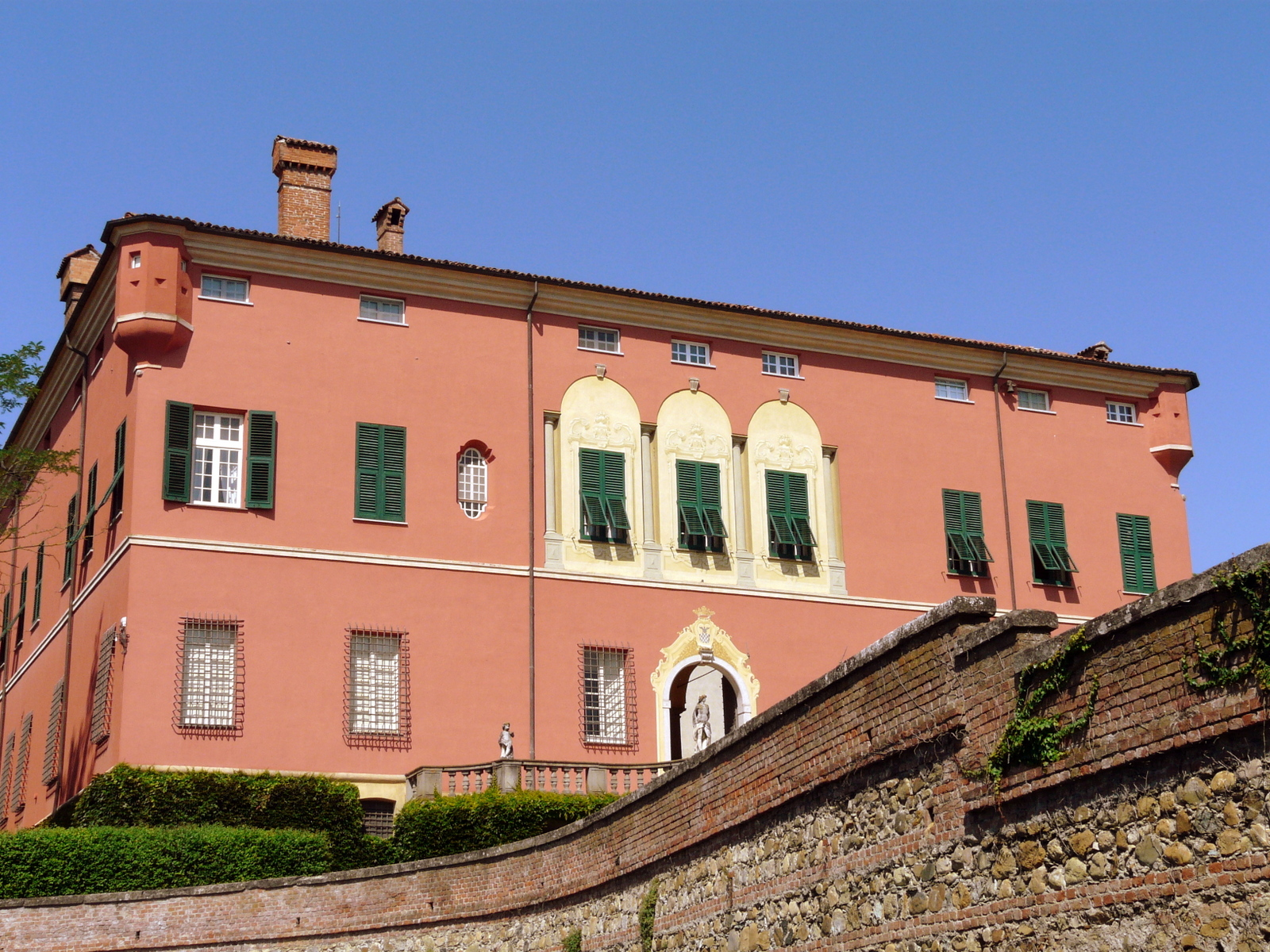
Palazzo Spinola
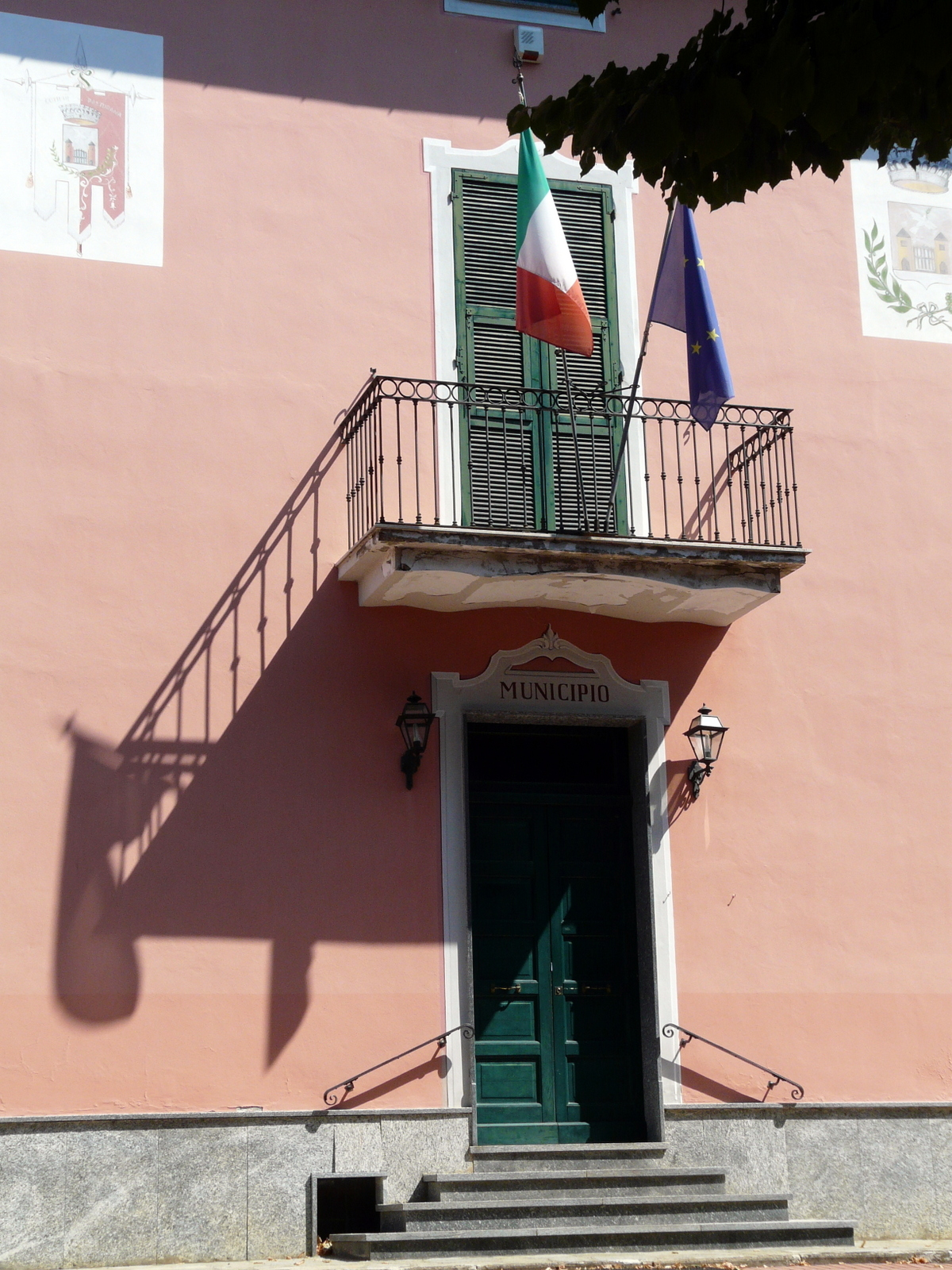
Ajuntament